# Український проєкт Конституції СРСР 1924
Конституційний проєкт договору про утворення СРСР у редакції УСРР, Український проєкт Конституції СРСР 1924
За результатами роботи 1-го з'їзду рад СРСР (див. СРСР) було оголошено, що з'їзд в основному схвалив декларацію та договір про утворення СРСР. М.Фрунзе від імені УСРР запропонував передати проєкти декларації і договору (вони були підготовлені керівними органами з'їзду, до яких входили представники вищих органів партійно-радянського керівництва РСФРР та ін. рад. республік) на додатковий розгляд ЦВК союзних республік з метою їх доопрацювання як базових документів майбутньої Конституції СРСР (див. Конституція СРСР 1924). Висловлена М.Фрунзе пропозиція випливала як із невдоволення компарт.-держ. керівництва УСРР тим, що центр. органи влади та управління РСФРР не раз вдавалися до порушень положень Договору про військовий і господарський союз між Російською СФРР та Українською СРР {1920}, так і очевидності того, що партійно-державне керівництво РСФРР прагнуло законодавчо оформити виникнення такої союзної держави радянських республік, яка б була максимально централізованою. Пропозиція була схвалена.

## Робота над проєктом
Відповідно до рішень 1-го з'їзду рад СРСР, наприкінці січ. 1923 ВУЦВК і РНК УСРР створили робочі комісії для доопрацювання декларації та договору й вирішили текст декларації залишити без змін, а до тексту договору внесли низку поправок і доповнень (усього бл. 30). 16 лют. 1923 текст проєкту конституційного договору зі змінами схвалила РНК УСРР, а 17 лют. цього ж року — Президія ВУЦВК. 11–12 квіт. 1923 2-га сесія ВУЦВК 7-го скликання ухвалила резолюцію «Про союзний договір СРСР», в якій постановила продовжити роботу над проєктом з урахуванням рішень 7-ї конф. КП(б)У, спрямованих на розширення гарантій прав республік і закріплення за ними більш широких прав у питаннях, що були зараховані до відання Союзу.
Після XII з'їзду РКП(б) для розробки нових підходів до проєкту конституційного договору 4 трав. 1923 було створено спец. комісію ЦК КП(б)У у складі Х.Раковського, М.Фрунзе, В.Затонського і Е.Квірінга. Питання про створення союзної д-ви обговорювалися також на засіданнях комісій РНК УСРР 3, 7, 19 трав., їх протоколи потім затверджувало політбюро ЦК КП(б)У.
Остаточний текст укр. проєкту конституційного договору (він складався з 36 статей Договору про утворення СРСР і 9 статей додаткового положення про палати ЦВК СРСР) було схвалено на об'єднаному засіданні комісій РНК УСРР 19 трав., потім 23 трав. його розглянули на об'єднаному засіданні Президії ВУЦВК і РНК УСРР.

## Український конституційний проєкт закріплював більш широкі повноваження союзних республік
На відміну від тексту договору в редакції 1-го з'їзду рад СРСР, український конституційний проєкт закріплював більш широкі повноваження союзних республік й обмежував права загальносоюзного центру. 
У вступній частині формулювання про об'єднання республік у «єдину союзну державу» було замінено на формулювання, що республіки «утворюють Союз Радянських Соціалістичних Республік».

#### Суверенітет республік та децентралізація
У ст. 34–36 конституційного проєкту проголошувалося, що суверенітет республік обмежується нормами союзного договору, але лише з питань, зарахованих до компетенції Союзу. Поза цим кожна республіка мала здійснювати свою державну владу самостійно, а Союз мав охороняти суверенні права республік. За кожною республікою зберігалося право вільного виходу з Союзу, а її територія і конституція не могли бути змінені без її згоди. Дана норма не могла змінюватись, обмежуватись або скасовуватися без згоди союзних республік.
Згідно зі ст. 17–20 проєкту, ЦВК союзних республік надавалося право опротестовувати декрети і постанови Президії ЦВК СРСР — у ЦВК СРСР, постанови РНК СРСР — у Президії ЦВК СРСР, а також призупиняти постанови наркомів СРСР у разі їх невідповідності союзному договорові, законодавству республіки або порушення ними інтересів республіки.
Проєкт передбачав розширення гарантій економічних прав республік та рівноправність республік у культурних та адміністративних питаннях, що мало забезпечуватися обговоренням та схваленням рішень верховних органів влади СРСР у другій палаті ЦВК СРСР (за Конституцією СРСР 1924 — Рада Національностей).
Одночасно пропонувалося децентралізувати систему державного управління, зокрема зменшити кількість загальносоюзних і об'єднаних наркоматів (керованих союзним центром). Загальносоюзними залишалися наркомати з військових і морських справ, шляхів сполучення, пошт і телеграфів. Вони повинні були мати при РНК союзних республік не уповноважених (як це передбачалося документом, розробленим партійно-державним керівництвом РСФРР), а наркомів. Під керівництвом республік були питання регулювання на їх території тарифів внутрішніх сполучень, залізничного та поштово-телеграфного будівництва, а також управління залізничними шляхами і поштово-телеграфними установами, які не мали загальносоюзного значення. Загальносоюзні наркомати закордонних справ і зовнішньої торгівлі входили до розряду об'єднаних (це згодом викликало найбільше роздратування керівництва радянської Росії), а об'єднані наркомати продовольства, праці, робітничо-селянської інспекції — до самостійних наркоматів республік.
До виключного керівництва загальносоюзних органів були зараховані (ст. 1): представництво Союзу в міжнародних відносинах; зміна зовнішніх кордонів Союзу; укладення договорів про прийняття до Союзу нових республік і встановлення умов цього прийняття; оголошення війни й укладення миру; укладення позик СРСР і розв'язання питань про зовнішніх і внутрішніх позик окремих республік; ратифікація договорів СРСР; встановлення основ зовнішньої торгівлі і регулювання митної політики; розробляння основ загального плану всього народного господарства Союзу, укладення загальносоюзних концесійних договорів (див. Концесії) і встановлення основних норм, які регулюють укладення окремими республіками концесійних договорів з іноземними громадянами; керівництво транспортною і поштово-телеграфною справою в загальносоюзному масштабі; встановлення основ організації збройних сил СРСР; затвердження союзного державного бюджету, єдиної монетної, грошової та кредитної системи, а також системи загальносоюзних податків; розробляння законодавства про переселення і встановлення колонізаційного фонду, який має загальносоюзне значення; визначення основ законодавства в галузі союзного громадянства відносно прав іноземців; встановлення загальних амністій; скасування постанов з'їздів рад, ЦВК і РНК союзних республік, які порушують союзний договір. 
У ст. 2 було наведено перелік питань, стосовно яких Союзу надавалося право встановлювати лише основи або загальні засади союзного законодавства: внутрішня торгівля; користування надрами, лісами і водами, які мають загальносоюзне значення, землекористування; судоустрій та судочинство, цивільне й кримінальне законодавство; законодавство про працю; система мір та ваг; програми і плани статистичних робіт в загальносоюзному масштабі; податкова політика окремих республік.
При цьому з керівництва центральних органів СРСР були вилучені питання землеустрою та встановлення загальних засад народної освіти і охорони здоров'я. Розширювалась участь союзних республік у вирішенні питань, які, на думку керівництва РСФРР, мали перебувати у виключному керівництві загальносоюзних органів: республіки могли вступати в міжнародні зносини від власного імені в межах, визначених особливими актами союзної влади;  республіки мали право взаємодіяти з прикордонними сусідніми державами в межах адміністративно-правових і господарських питаннях і укладати  відповідні договори, які б не суперечили міжнародним договорам і законодавству СРСР;  республіки мали право самостійно, за взаємною згодою і без втручання союзних структур, вирішувати питання про внутрішні кордони між собою; республіки мали право оголошувати на власній території приватні амністії, помилування і реабілітації. Передбачалося право республік з усіх питань, в яких союзні органи встановлювали основи або загальні засади, видавати свої власні законодавчі акти, що не суперечили загальносоюзному законодавству.

#### Фінансово-бюджетна сфера
Проєкт закріплював за республіками право вирішення важливих питань у фінансовій і бюджетній сферах. Згідно зі ст. 22–29, у повне керівництво союзних республік передавалися місцеві бюджети, республіканські податки, встановлювалася самостійність республіканських кредитних систем. Чітко розмежовувалися союзний і республіканський бюджети, їх прибуткова та видаткова частини. Прибуткова частина союзного бюджету обмежувалася прибутками від загальносоюзних підприємств і майна, надходжень від спільних союзних галузей управління, Держбанку, загальносоюзних податків і внесків союзних республік, якщо такі будуть встановлені. Республіканські бюджети мали формуватися цілком самостійно за рахунок прибутків від державних підприємств і власного майна республік, надходжень від наркоматів, за винятком спільних галузей управління, і республіканських податків та зборів. Усе майно й ресурси, що містилися на території окремої республіки, перебувало у її розпорядженні, користуванні та управлінні. Значні повноваження надавались республікам щодо функціонування трестів (див. Трести радянські) й інших державних об'єднань, різноманітних промислових і торгівельних об'єднань громадсько-правового і приватно-правового характеру — акціонерних та пайових товариств і компаній.

#### Громадянство
Єдиного союзного громадянства не передбачалося, натомість, згідно зі ст. 30, при перебуванні громадян однієї республіки на території ін. вони могли користуватися всіма правами громадянина даної республіки.

## Доля проєкту
Український конституційний проєкт на першому засіданні розширеної комісії ЦВК СРСР з розробляння проєкту Конституції СРСР (воно відбулося 8 черв. 1923) не розглядався, оскільки за основу обговорення взято проєкт, розроблений конституційною комісією ЦВК СРСР як такий, що більшою мірою забезпечував інтереси загальносоюзного центру.
На 4-й нараді ЦК РКП(б), що відбулася 9–12 черв., Й.Сталін та ін. парт. й держ. керівники РСФРР жорстко розкритикували український проєкт, звинуватили Х.Раковського у «конфедералізмі», хоча той не промовив жодного слова і не зробив жодного натяку про конфедеративний устрій СРСР.
У ході подальшої роботи розширеної комісії ЦВК СРСР над проєктом Конституції СРСР кілька напрацювань з українського проєкту були частково враховані, зокрема в питаннях про гарантії суверенних прав союзних республік (ст. 34–36 українського проєкту), а також про компетенцію Верховного Суду СРСР (ст. 14 проєкту), і відповідно увійшли до 2-ї та 7-ї глав Конституції СРСР.